# Khuriya Muriya
Le Khuriya Muriya (in arabo خوريا موريا‎?, Khūriyā Mūriyā) sono un gruppo di cinque isole del Mar Arabico, al largo della costa sud-orientale del sultanato dell'Oman.
Le isole fanno parte della provincia di Shalim nel Governatorato di Dhofar.
In antichità le isole furono chiamate Zenobia o isole Zenobia o Doliche. Furono menzionate da alcuni antichi scrittori tra cui Claudio Tolomeo, che le cita come “sette piccole isole che si trovano nella baia di Khuriya Muriya vicino all'ingresso del Golfo Persico" (molto probabilmente il moderno Golfo di Aden).
Citate da al-Idrisi nel XII secolo e da Ibn al-Mujāwir cent'anni più tardi, furono presumibilmente visitate da Ibn Battuta nel suo viaggio attorno al mondo allora conosciuto, iniziato a Tangeri nel 1325.
Nel 1854 Sayyid Saʿīd – Sultano di Mascate e Zanzibar – cedette alla Regina Vittoria le isole, che rimasero possedimento britannico fino al 1967 quando la Gran Bretagna – in conformità con il desiderio espresso dagli abitanti e in contrasto con le critiche dello Yemen del Sud che le rivendicava – le restituì al Sultanato di Oman.
Le autorità di Muscat – nell'erronea convinzione che Kuriya Muriya fosse un'invenzione occidentale legata al nome della Vergine Maria – cambiarono la denominazione dell'arcipelago in al-Ḥallāniyya, dal nome dell'isola principale, la sola abitata permanentemente.
Oggi sede di vice-governatorato, l'isola di al-Ḥallāniyya è dotata di centrale elettrica, impianto di desalinizzazione dell'acqua, scuola, clinica e moschea ed ospita uno stabilimento per il congelamento del pesce.

## Isole
Le isole principali sono:
- Al-Ḥāsikiyya
- Al-Sawdāʾ
- Al-Hallaniyya
- Al-Qibliyya